# Waïfre
Waïfre ou Waïfer ou Gaïfier est duc d’Aquitaine et de Vasconie de 744 à sa mort le 2 juin 768.
Waïfre est le fils de Hunald Ier à qui il succède comme duc d'Aquitaine et de Vasconie quand ce dernier se retire au monastère de l'île de Ré en 745.

## Biographie
En 749, Waïfre voulant acquérir son autonomie dans son duché, accueille favorablement Griffon qui vient se réfugier chez lui après s'être révolté contre son demi-frère Pépin le Bref. Ensemble, ils vont lutter contre le roi des Francs qui envahit l'Aquitaine en 760 afin de faire respecter les droits du clergé à Waïfre.
Après s'être soumis une première fois, le duc d'Aquitaine se révolte de nouveau en 761, puis chaque année jusqu'en 768, provoquant à chaque fois une réaction punitive du roi Pépin le Bref. Au printemps 768, Pépin s'empare de Bordeaux et réussit à capturer à Saintes la mère, la sœur de Waïfre et ses nièces. Le 2 juin 768, Waïfre est finalement tué par un des siens, Waratton, sur ordre de Pépin. Son père le duc Hunald qui vivait retiré au monastère de l'Île de Ré, rompit la clôture pour tenter de reprendre son duché sans succès, mais il fut livré à Charlemagne par son neveu Loup II de Vasconie (fils d'Hatton d'Aquitaine) chez qui il s'était réfugié,.
Selon une charte fausse de Charles le Chauve (charte d'Alaon) datée du 30 juin 845, il aurait épousé Adèle de Vasconie, fille de son neveu Loup de Vasconie, il a eu deux fils :
- Hunald II qui ne lui succéda que pendant une année et tentera de soulever l'Aquitaine et la Vasconie contre Charlemagne[2] ;
- Loup.

## Waïfre dans la littérature
Waïfre, ou Gaifier, apparaît sous le nom de « Gaifier de Bordeles » dans plusieurs chansons de geste, dont il n'est habituellement qu'un personnage secondaire, puis revient dans la littérature du XIXe siècle. Victor Hugo, en particulier, lui consacre un poème de La Légende des siècles : Gaïffer-Jorge, duc d'Aquitaine.